# Frieden - Il prezzo della pace
Frieden - Il prezzo della pace (Frieden) è una miniserie televisiva storica in 6 puntate ideata e scritta da Petra Volpe, e diretta da Michael Schaerer.
La miniserie è stata pubblicata interamente sulla piattaforma streaming Play Suisse il 7 novembre 2020 nelle versioni in lingua svizzero-tedesca, francese e italiana, e poi trasmessa in prima visione sulla rete svizzera SRF 1 l'8, il 9 e l'11 novembre seguenti. Invece in Italia è andata in onda su Rai 3 l'11 e il 18 febbraio 2022.

## Trama
È la primavera del 1945 e in Svizzera si respira aria di nuovi inizi, in particolare tra le generazioni più giovani. Klara Tobler proviene da una famiglia di artigiani, ma lavora in una casa di accoglienza per rifugiati dove conosce bambini e ragazzi sopravvissuti ai campi di concentramento. Questi incontri sconvolgono la sua fede nella bontà delle persone e scatenano un feroce conflitto con la sua famiglia e suo marito Johann Leutenegger, che ha appena rilevato l'azienda di famiglia dal padre di Klara. Il senso di giustizia di Klara la lega a suo cognato Egon Leutenegger, funzionario federale impegnato a garantire che i nazisti fuggiti in Svizzera ottengano la giusta punizione.

## Puntate
| nº | Titolo  | Titolo italiano | Pubblicazione Svizzera | Prima TV Svizzera | Prima TV Italia  |
| -- | ------- | --------------- | ---------------------- | ----------------- | ---------------- |
| 1  | Folge 1 | Episodio 1      | 7 novembre 2020        | 8 novembre 2020   | 11 febbraio 2022 |
| 2  | Folge 2 | Episodio 2      | 7 novembre 2020        | 8 novembre 2020   | 11 febbraio 2022 |
| 3  | Folge 3 | Episodio 3      | 7 novembre 2020        | 9 novembre 2020   | 11 febbraio 2022 |
| 4  | Folge 4 | Episodio 4      | 7 novembre 2020        | 9 novembre 2020   | 18 febbraio 2022 |
| 5  | Folge 5 | Episodio 5      | 7 novembre 2020        | 11 novembre 2020  | 18 febbraio 2022 |
| 6  | Folge 6 | Episodio 6      | 7 novembre 2020        | 11 novembre 2020  | 18 febbraio 2022 |

## Sinossi

### Episodio 1
Svizzera, 1945: è primavera, e la pace in Europa porta tre giovani ad affrontare nuove sfide. Klara Tobler, figlia di un ricco industriale, si offre volontaria in una casa di accoglienza (protetta dalla Croce Rossa) per giovani sopravvissuti al campo di concentramento di Buchenwald. Il neo-marito della ragazza, Johann Leutenegger, rileva la ditta tessile del suocero Alfred (che soffre di ipertensione) per salvarla dalla rovina dopo che il consigliere nazionale Kägi ha revocato l'incarico pubblico, con l'idea di produrre tessuti sintetici (siccome il mercato della loro stoffa è ormai del tutto saturo) e prevedendo entro due anni una produzione ben avviata. Invece Egon, fratello di Johann, è un poliziotto dà la caccia ai nazisti che si nascondono tra la gente comune.

### Episodio 2
Egon rintraccia in un albergo Wilhelm Scholz, un avvocato tedesco iscritto sulla lista nera degli Alleati, ma non può fare nulla. Johann incontra non pochi ostacoli durante la ricerca di un credito per il suo progetto dato che le banche rifiutano di erogare prestiti, quindi chiede consiglio all'influente avvocato Carl Frei. Alla fine quest'ultimo accetta di supportarlo dichiarando che il prestito per il laboratorio sarà concesso nell'arco di tre anni, che il tasso sarà del 5% e si tratterà di un consorzio silenzioso, perciò in futuro avrà a che fare solo con lui, ma alla condizione di diventare suo socio a tutti gli effetti, dicendogli inoltre che non serviranno tutti i soldi preventivati perché non sarà necessario acquistare il brevetto, poiché al posto del nylon americano considera di appoggiarsi a uno scienziato tedesco specializzato, sicuro di fargli ottenere il permesso di soggiorno dato che conosce «la gente giusta». Nel frattempo, alcuni dipendenti del centro di accoglienza decidono di prendere l'iniziativa di organizzare una raccolta fondi nei villaggi vicini per offrire ai ragazzi articoli igienici, d'abbigliamento e didattici. Klara accompagna a un ristorante un gruppo di ragazzi per festeggiare il fatto che uno di loro, Lev, ha ricevuto una lettera dalla sorella sopravvissuta; Herschel, invece, è certo che non ne riceverà mai una, poi parla a Klara di una parte del proprio passato. Successivamente, anche la ditta tessile dona al centro svariati vestiti.

## Produzione
La miniserie è una co-produzione tra Svizzera, Francia e Germania, e realizzata da Zodiac Pictures, SRF e arte. Le riprese si sono svolte dal 13 maggio al 28 agosto 2019, con un budget totale di circa otto milioni di franchi; i luoghi scelti sono stati Glarona, Zurigo, Friburgo, Lucerna e Berna.

## Colonna sonora
La colonna sonora è stata composta da Annette Focks ed eseguita dalla FILMharmonic Orchestra di Praga sotto la direzione di Adam Klemens.
1. Opener – 0:36
2. Klara und Johann – 2:07
3. Buchenwaldkinder – 2:38
4. Hochzeitsnacht – 4:34
5. Durchsuchung – 4:15
6. Heimkehr – 0:49
7. Glücklicher Augenblick – 2:01
8. Labormaterial in Nazikisten – 6:46
9. Das Gebet – 3:52
10. Geständnis – 1:47
11. Hoffnung – 0:49
12. Bruderliebe/Bruderhass – 2:59
13. Dämonen – 4:57
14. Pakt mit dem Bösen – 3:16
15. Herschel ist enttäuscht – 1:46
16. Abgrund – 2:22
17. Beerdigung – 0:56
18. Zusammenbruch – 4:47
19. Ausflug – 1:56
20. Egons Wut – 5:08
21. Finales Drama – 2:17
22. Zukunft – 3:01
23. Epilog – 0:46
24. Credits – 0:49
25. Erinnerung – 0:53

## Riconoscimenti
- 2021 – Schweizer Fernsehfilmpreis[6][7][8]
  - Miglior attrice protagonista ad Annina Walt
  - Miglior attore protagonista a Dimitri Stapfer